# Eitel Friedrich von Hohenzollern-Sigmaringen
Eitel Friedrich von Hohenzollern-Sigmaringen (né le 25 septembre 1582 à Sigmaringen dans la principauté de Hohenzollern-Sigmaringen et mort le 19 septembre 1625 au château d'Iburg), est un cardinal allemand de l'Église catholique de la XVIIe siècle, nommé par le pape Paul V. Il est le troisième fils du comte Charles II de Hohenzollern-Sigmaringen et sa première femme Euphrosyne d'Oetingen-Wallenstein.

## Biographie
Eitel Friedrich von Hohenzollern-Sigmaringen est notamment chanoine à Cologne et prévôt à Magdebourg et Cologne, où il est un des principaux conseillers du prince de Cologne, Ferdinand de Bavière.
Le pape Paul V le crée cardinal lors du consistoire du 11 janvier 1621. Le cardinal von Hohenzollern-Sigmaringen exerce des fonctions à la Congrégation pour la Propaganda Fide. Il est élu prince-évêque d'Osnabruck en 1623. Il y introduit le calendrier grégorien en 1624.
Le cardinal von Hohenzollern-Sigmarigen ne participe pas au conclave de 1621, lors duquel Grégoire XV est élu pape, mais participe au conclave de 1623 (élection d'Urbain VIII).